# Salvaterra de Magos
Salvaterra de Magos is een gemeente in het Portugese district Santarém.
De gemeente heeft een totale oppervlakte van 241 km² en telde 20.161 inwoners in 2001.

## Plaatsen in de gemeente
- Foros de Salvaterra
- Glória do Ribatejo
- Granho
- Marinhais
- Muge
- Salvaterra de Magos

## Stedenband
- Valkenswaard (Nederland), sinds 1996